# Stanisław Dejewski
Stanisław Dejewski (ur. 26 kwietnia 1905 w Chełmnie, zm. 29 września 1984) – polski brakarz, poseł na Sejm PRL IV kadencji.

## Życiorys
Syn Stanisława. Uzyskał wykształcenie podstawowe, z zawodu brakarz. Pracował w dziale kontroli technicznej Bydgoskich Zakładów Elektromechanicznych „Belma”. Należał do Polskiej Zjednoczonej Partii Robotniczej. Z ramienia partii w 1965 uzyskał mandat posła na Sejm PRL w okręgu Bydgoszcz. W parlamencie zasiadał w Komisji Zdrowia i Kultury Fizycznej.
Odznaczony Złotym Krzyżem Zasługi i Medalem 10-lecia Polski Ludowej (1955). Pochowany na cmentarzu komunalnym przy ul. Kcyńskiej w Bydgoszczy.